# Gerhard Exner (Generalmajor)
Gerhard Exner (* 12. November 1919 in Stolzenberg; † 26. März 1989 in Berlin) war ein deutscher Polizist der Deutschen Volkspolizei. Er war von 1968 bis 1982 Direktor der Staatlichen Archivverwaltung des Ministeriums des Innern der DDR.

## Leben
Exner, Sohn eines Landarbeiters, wurde in Niederschlesien geboren, besuchte von 1926 bis 1934 die Volksschule und bis 1937 eine Fortbildungsschule. Danach arbeitete er auf dem Kleinbauernhof seines Vaters. Im Winter ging er zusätzlich holzschlagen und arbeitete im Straßenbau. Im Jahr 1939 erfolgte seine Einberufung zum Wehrdienst. Zum Kriegsende 1945 als Soldat bei einem Bauern in Krippehna einquartiert, erhielt er den Befehl zum Einsatz nach Berlin. Er desertierte und wurde in einem Ort nahe Bitterfeld von den Amerikanern aufgegriffen und in das Gefangenenlager Bad Hersfeld in Hessen verfrachtet. 
Nach dem Ende des Zweiten Weltkrieges kehrte er im Juni 1945 aus der Internierung nach Krippehna zurück, das bis Juli 1945 zur Amerikanischen Besatzungszone gehörte. Er fand Unterkunft bei dem Bauern, bei dem er zuvor einquartiert war und half ihm auf dem Feld. Nach der Einbringung der Sommerernte trat er den Heimweg nach Stolzenberg an, landete aber nach tagelanger Fortbewegung mit der Eisenbahn über Dresden und Chemnitz wieder in der Nähe von Leipzig, in Altenburg. Er konnte in einem Polizeirevier übernachten und da an eine Weiterreise in absehbarer Zeit nicht zu denken war, wurde er schließlich Polizist. Am 1. September 1945 begann er seinen Dienst als Wachtmeister der Schutzpolizei im  Polizeirevier 1 in Altenburg. Da die Polizisten des Reviers fast alle Mitglieder der Sozialdemokratischen Partei Deutschlands waren, wurde er 1945 SPD-Mitglied und mit der Zwangsvereinigung von SPD und KPD 1946 Mitglied der SED.
Im November/Dezember 1945 nahm er am ersten Lehrgang einer Polizeischule im  Land Thüringen in Erfurt teil. Er wurde Oberwachtmeister und Sachbearbeiter beim Kommandeur der Ordnungspolizei. Ein Jahr später ging er als Leiter des Polizeiamtes nach Kahla und bald darauf als stellvertretender Leiter der Kreispolizeidirektion und Leiter der Schutzpolizei nach Stadtroda. Exner wurde 1948 Leiter der Stadtpolizei Suhl und besuchte 1949 bis 1950 die Polizeischule in Kochstedt. Anschließend erfolgte seine Beförderung zum VP-Oberrat und Kommandierung in die Hauptverwaltung der Deutschen Volkspolizei (HVDVP), Hauptabteilung Schutzpolizei nach Berlin. Er war Abteilungsleiter für Organisation und Einsatzfragen der Schutzpolizei und gleichzeitig als Geheimer Informator (GI) tätig. Exner, inzwischen Inspekteur,  entwickelte ab dem Sommer 1952 nach sowjetischem Vorbild das ABV-System im Bezirk Chemnitz, das dann im Dezember 1952 in der gesamten DDR eingeführt wurde. Nach einem vierjährigen Studium an der Abenduniversität des Marxismus-Leninismus von 1951 bis 1955 wurde er Fernstudent für weitere vier Jahre an der  Deutschen Akademie für Staats- und Rechtswissenschaft in Babelsberg und erwarb 1959 das Diplom als Jurist.

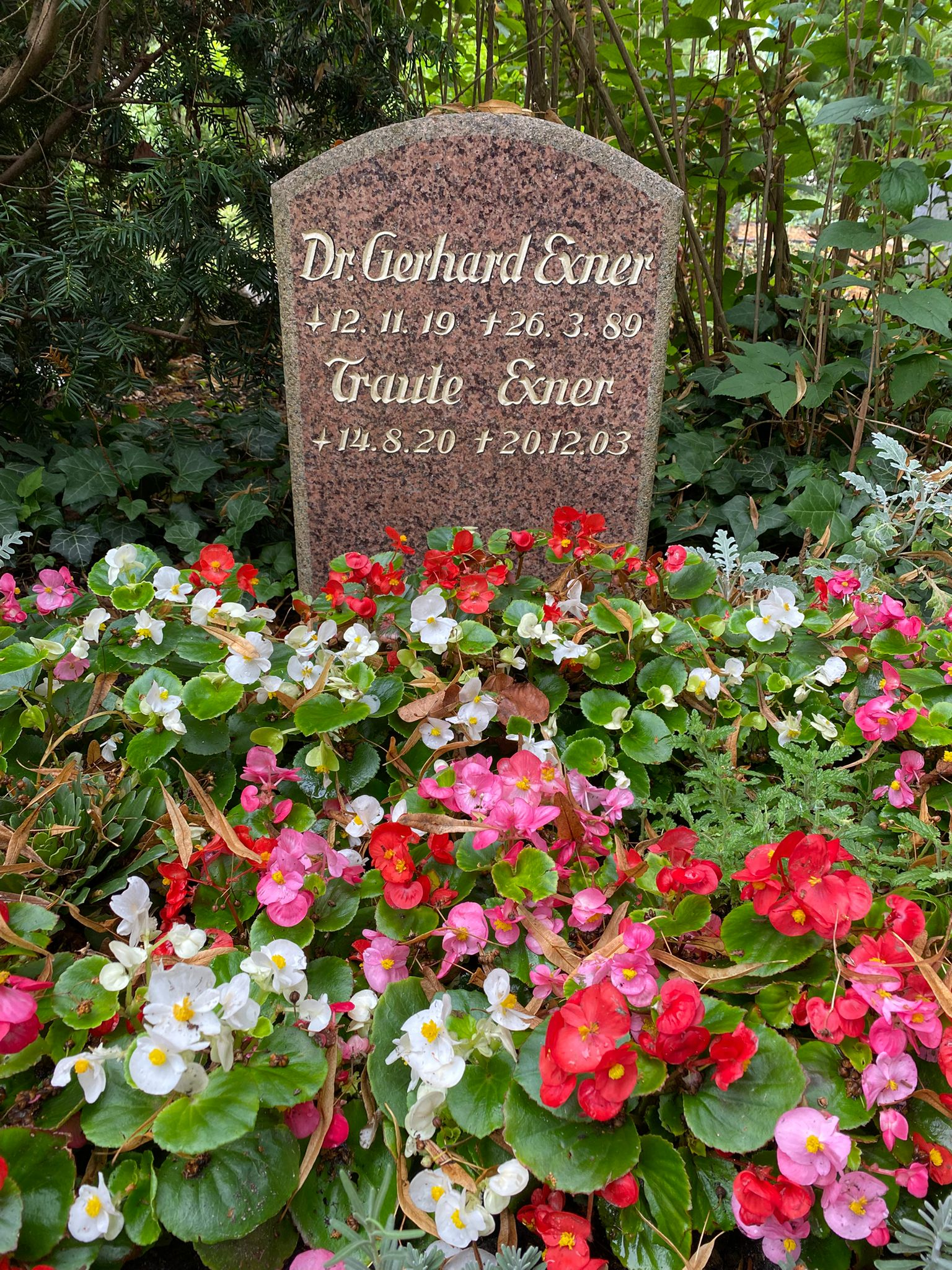
Grabstätte auf dem Friedhof Baumschulenweg

Im Juli 1957 wurde er vom Inspekteur der VP zum Oberst der VP umattestiert. Im Oktober 1957 war er im Auftrag des Ministers des Innern Karl Maron einer der Organisatoren des Geldumtausches in der DDR. Anschließend kehrte er bis 1958 auf den Posten des stellvertretenden Leiters der Hauptabteilung Schutzpolizei im Ministerium des Innern (MdI) zurück. Im April 1958 wechselte er in die Sicherheitsabteilung des ZK der SED, damit endete auch seine GI-Tätigkeit. Von 1964 bis 1967 fungierte er als Leiter der Kaderverwaltung des MdI (Nachfolger von Anton Switalla). 
Anlässlich des 19. Jahrestages der Deutschen Volkspolizei am 1. Juli 1964 wurde er vom Ministerrat der DDR zum Generalmajor ernannt. Im Jahr 1966 wurde Exner über eine außerplanmäßige Aspirantur an der Hochschule der Deutschen Volkspolizei „Karl Liebknecht“ zum Dr. jur. promoviert. Aus gesundheitlichen Gründen wurde er aus der Position des Kaderchefs entlassen. Er arbeitete zunächst in der Historischen Abteilung des MdI. 
Nachdem der bisherige Direktor der Staatlichen Archivverwaltung der DDR, Walter Hochmuth, altersbedingt in den Ruhestand gegangen war, wurde Exner mit Wirkung vom 1. August 1968 durch den Minister des Innern der DDR Friedrich Dickel zum neuen Direktor der Archivverwaltung ernannt. Diese Position hatte er 14 Jahre bis Ende Dezember 1982 inne. In dieser Zeit war er Mitglied des Nationalkomitees der Historiker der DDR, im Rat für Geschichtswissenschaft der DDR und im Präsidium der Historiker-Gesellschaft der DDR.
In seiner Freizeit war Exner als Jäger aktiv. Exner war verheiratet und Vater von zwei Töchtern. Seine Grabstätte befindet sich auf dem Friedhof Baumschulenweg  (Alter Teil).

## Auszeichnungen
- 1958 Orden Banner der Arbeit
- 1959 Vaterländischer Verdienstorden in Bronze, 1974 in Silber und 1979 in Gold
- Ehrentitel Verdienter Volkspolizist der Deutschen Demokratischen Republik
- Medaille Ehrenzeichen der Deutschen Volkspolizei[4]